# Lonnie Devantier
Lonnie Høgh Devantier Askou Kjer, kendt som Lonnie Devantier, (født 28. november 1972) er en dansk sanger og sangskriver, der vandt Dansk Melodi Grand Prix 1990 med sangen "Hallo Hallo". Hun er datter af musiker Egon Kjer (Keld og The Donkeys) og Gurli Kjer. Lonnie Kjer er uddannet med hovedfaget rytmisk sang fra Rytmisk Musikkonservatorium.
Hun deltog i Eurovisionens Melodi Grand Prix samme år i Zagreb i det daværende Jugoslavien (nu Kroatien), hvor hun opnåede en 8. plads. I 1991 udgav hun sit debutalbum ved navn "Nu er det min tur". Ivan Pedersen og Søren Jacobsen skrev titelmelodien og sangen "Rejsen til verdens ende". Albummet indeholder desuden sangen "Hvor gemmer du drømmene nu", som Céline Dion synger en engelsk version af på albummet Unison.
I dag arbejder Lonnie både som sangerinde og sangskriver, og skriver sange til blandt andre Birthe Kjær, Kandis og Sanne Salomonsen. I 2009 udsendte hun i samarbejde med Stefan Mørk albummet "13 Songs". Samarbejdet har siden udviklet sig til bandet Dark & Dear.
Siden grand prix-sejren i 1990 har Lonnie deltaget en enkelt gang mere, som sangskriver i dansk melodi grand prix 2006 med sangen Grib Mig sunget af Trine Jepsen og Christian Bach.